# 만날 때까지
만날 때까지(Till We Meet)는 대한민국에서 제작된 조문진 감독의 1999년 드라마 영화이다. 이대근 등이 주연으로 출연하였고 조문진 등이 제작에 참여하였다.

## 출연

### 주연
- 이대근
- 김인문
- 양택조
- 조용원

### 조연
- 이혁
- 최동준
- 원기준
- 김지영
- 박정수

## 제작진
- 제작부장: 김민규
- 촬영부: 임호상
- 촬영부: 곽영민
- 촬영부: 김문복
- 조명: 박종환
- 조명부: 남진아
- 조명부: 조우현
- 조명부: 김기문
- 조명부: 박연일
- 조명부: 이길훈
- 조명부: 이승원
- 조명부: 박인수
- 조명부: 박주원
- 조명부: 조우현 1
- 조연출: 임경민
- 연출부: 이승재
- 연출부: 조승헌
- 동시녹음: 김범수
- 붐오퍼레이터: 이상준
- 붐오퍼레이터: 이승연
- 미술: 김유준
- 특수효과: 이정일
- 분장: 김준영
- 분장: 이숙자
- 홍보: 이성자
- 홍보: 조지혜
- 옵티컬: 윤종두
- 옵티컬: 김용훈
- 옵티컬: 서광열
- 운송: 이경형
- 이팩트믹서: 이상돈
- 자막촬영: 주광동